# Freiröttenbach
Freiröttenbach ist ein Gemeindeteil des Marktes Schnaittach im Landkreis Nürnberger Land (Mittelfranken, Bayern). Die Gemarkung Freiröttenbach hat eine Fläche von 4,167 km². Sie ist in 619 Flurstücke aufgeteilt, die eine durchschnittliche Flurstücksfläche von 6732,54 m² haben. In ihr liegen neben dem namensgebenden Ort die Gemeindeteile Lillinghof und Schäferhütte.

## Lage
Das Dorf liegt im Tal des  Röttenbachs. Der Röttenbach entspringt nördlich des Ortes und fließt in südlicher Richtung über Großbellhofen in die Pegnitz. Freiröttenbach hat überwiegend ländlichen Charakter. Eine Gemeindeverbindungsstraße führt am Lillinghof vorbei nach Oberrüsselbach (2,6 km nordwestlich) bzw. nach Großbellhofen zur Staatsstraße 2236 (3 km südlich). Eine weitere Gemeindeverbindungsstraße führt nach Sankt Martin (0,9 km nordöstlich).

## Geschichte
Früher wurde der Ort meist nur  „Rotenbach“ genannt. Der erste eindeutige Nachweis stammt aus einem Nekrolog des Bamberger Doms von 1313/16: „Rotenbach quod fulgariter dicitur Frienrotenbach, et est situm lucta castrum Rotenberge“ (Rotenbach, welches gewöhnlich Frienrotenbach heißt; ist gelegen neben der Burge Rotenberge. Gemeint ist der Alte Rotenberg). Im Jahr 1639 zählte man hier zehn Höfe und Güter, elf Katholiken und 52 Lutheraner. In den folgenden Jahrzehnten wurde im Zuge der Gegenreformation in der Herrschaft Rothenberg, in der Freiröttenbach lag, das katholische Glaubensbekenntnis wiederhergestellt.
Mit dem Gemeindeedikt (frühes 19. Jahrhundert) wurde Freiröttenbach dem Steuerdistrikt Kirchröttenbach zugewiesen. Zugleich entstand die Ruralgemeinde Freiröttenbach, zu der Lillinghof gehörte. Sie unterstand in Verwaltung und Gerichtsbarkeit dem Landgericht Lauf. Schäferhütte wurde erst später auf dem Gemeindegebiet gegründet. Im Zuge der Gebietsreform in Bayern wurde Freiröttenbach am 1. Juli 1971 nach Schnaittach eingemeindet.